# Fridegossen
Koordinaten: 51° 19′ 0″ N, 9° 9′ 14″ O
Fridegossen war eine Dorfsiedlung in der heutigen Gemarkung der nordhessischen Stadt Wolfhagen, Landkreis Kassel. Der Ort wurde im Jahre 1151 erstmals urkundlich erwähnt und war 1310 wohl bereits wüst, nachdem seine Bewohner ins nahe Wolfhagen gezogen waren.

## Geographische Lage
Der Ort befand sich etwa 1,5 km südwestlich der Stadtmitte von Wolfhagen, bzw. 1 km südwestlich der ehemaligen Burg Wolfhagen, auf 279 m Höhe am Oberlauf eines kleinen Bachs, dem „Fredegassen Born“, der unmittelbar südlich der einstigen Burg in das Mühlenwasser mündet. Die Lage der Siedlung ist nicht genau bekannt, wird jedoch zwischen den Feldern der beiden Fluren „An der Fredegasse“ und „Fredegassen Born“ vermutet. Die Kreisstraße K 105 von Leckringhausen im Süden nach Wolfhagen verläuft unweit östlich der einstigen Siedlung.

## Geschichte
Nur wenige Informationen zur Geschichte des Orts sind bekannt. Die Klöster Hasungen, Hardehausen und Breitenau und verschiedene adlige Herren hatten in den anderthalb Jahrhunderten der gesicherten Existenz der Siedlung dort Besitz oder Einkünfte. Die erste schriftliche Erwähnung des Orts stammt aus dem Jahr 1151, als der Mainzer Erzbischof Heinrich dem Kloster Hasungen bestätigte, Trutwin von Gran habe dem Kloster seinen ererbten Besitz in „Fridegozzeshusen“ und eine Mühle in Gran gegen ein lebenslängliches Benefizium, bestehend aus fünf Mansen in Vorschütz („Burscuzze“), sechs Mansen in Gran und dem Zehnten in Fridegozzeshusen, übergeben. Im Jahre 1200 erwarb das Kloster einen Zehnten in Fridegossen von einem seiner Klosterbrüder. Im Jahre 1250 schenkte Johannes von Gran dem Kloster Hardehausen eine Hufe in dem als „villa“ bezeichneten Fridegossen; diese Hufe verkaufte das Kloster Hasungen 1287 dem Kloster Hardehausen. Die Brüder von Helfenberg, Söhne des Eberhard II. von Helfenberg, teilten 1263 ihren Besitz in Fridegossen und Langele untereinander. 1279 verkaufte das Kloster Hasungen der Witwe Gisela von Helfenberg eine Hufe in Fridegossen. 1297 verzichteten die Herren von Helfenberg auf alle Ansprüche in Fridegossen gegenüber dem Kloster Hardehausen.
Im Jahre 1310 erwarb das Kloster Breitenau Äcker in der Feldmark von Fridegossen, das bereits wüst lag. 1330 schenkte Adelheid von Fridegossen dem Kloster Hasungen eine halbe Hufe für ihr Seelenheil. Im Jahre 1555 überließ der Stadtrat von Wolfhagen einem Mitbürger einen Platz in „Fredegassen“ oder „Fridegass“ zum Bau einer Pulver- oder Ölmühle. Dass diese Mühle gebaut wurde, ist wahrscheinlich, aber nicht gesichert. Im Jahre 1579 wird dort eine Mahlmühle des Friedrich (VII.) von Hertingshausen erwähnt und um 1672 eine Loh- und Walkmühle.
Der Flurname „An der Fredegasse“ und der kleine Bach „Fredegassen Born“ erinnern heute an das verschwundene Dorf.